# 五指石风景名胜区
24°53′46″N 115°57′30″E / 24.89611°N 115.95833°E
五指石风景名胜区位于中国粤、闽、赣三省交界的广东省梅州市平远县差干镇，是具有典型“丹霞地貌”的国家4A级景区，因有着奇山异景，清泉密林，有“灵秀甲天下，差干小桂林”之誉。

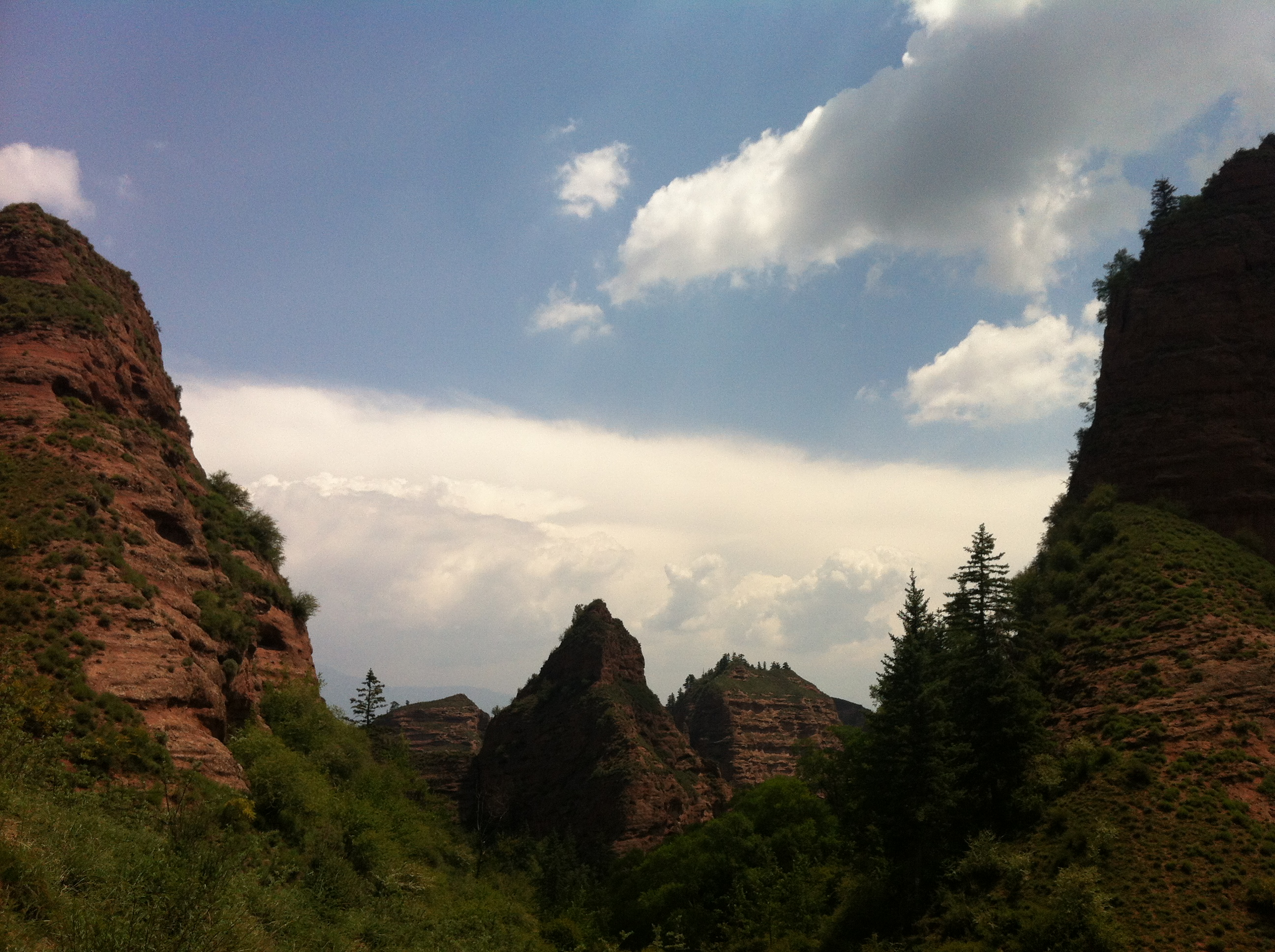
丹霞地貌

1992年被国家旅游局确定为“国家级自然旅游景观”之一；1999年被省旅游局确定为“省级旅游景区”，同年3月被广东省人民政府批准为“省级风景名胜区”。景区面积约16.8平方公里。

## 山峰
景区主体由五座悬崖峻峭的山峰组成，因其排列形态与人的五根手指岔开时极为相似，故名“五指石”。五座山峰分别名为“宝鼎石”、“罗汉峰”、“天竺石”、“降龙石”和“宝盖石”，分别代表人的拇指、食指、中指、无名指和小指，五座山峰与地面的垂直高度均在250米以上，其中最高峰为“罗汉峰”，海拔460多米。
在“宝盖石”山峰的山脚下，生长着被誉为“岭南第一藤”的星毛冠盖藤，这株藤蔓年龄达1000年，径粗最大处有32厘米，藤蔓攀缘山壁近百米高，枝叶几乎覆盖了整座山峰的石壁，如同一条条蜿蜒的苍龙伏于石壁之上。
除五座主峰外，有名为“饭箩石”的山峰，因山体围绕密林，状似饭箩而得名。还有一座山峰名为“龙爪石”。相传，明末隆武帝朱聿键在“反清复明”时期与清兵血战，负伤在此倒下，一只手撑在地上，山峰霎时崩裂，最后他在山壁上留下了几道手掌抓挠过的长长的痕迹，才形成现在山体石壁上龙爪状的沟槽，故名“龙爪石”
。
部分山峰的崖壁上有以玻璃为主要材料筑成的“悬空栈道”，供游客步行观景，栈道垂直高度200多米，在栈道行走犹如凌空漫步，给予游客一种惊险、刺激之感。

## 景点简介
景区内有五大生态奇观，称为“五奇”：奇石、奇藤、奇缝、奇树和奇洞，还有八大景点，称“八景”：剑门、石林寺、聪明泉、混元塔、一线天、仙人床、隆武殿和青云路。
“聪明泉”位于“宝盖石”山峰下，有“聪明泉水不等闲，疑是九天降仙泉。掬饮一口添智慧，三杯落肚寿延年。”的诗句刻于石壁上。相传在清朝，差干镇湖洋村有个叫谢申庸的少年，头脑愚钝，遂到聪明泉处苦读，口渴时常饮泉水，之后头脑就变得很聪明，参加科举考中乾隆乙丑科进士，故名。
聪明泉旁的景点“磨肚缝”，是两座山峰之间的一条长约50米，宽仅0.5米，无法两人并行通过的石缝。因人们只能肚皮几乎贴着缝壁侧身通过，故曰“磨肚缝”。
景区有关隘防御工事“剑门”遗址、300多年历史，现已重修开放的“石林寺”、明末隆武皇帝的“隆武殿”遗迹、至今仍存残垣的“混元塔”遗址和“罗汉石”山峰下的“古战墙”遗址等多处历史人文古迹。其中石林寺为“粤东四大名寺”之一，创建于明朝万历年（公元1573年），寺内有三大物件：铁铸佛像、香炉鼎和大钟，每个物件各重达一千斤，称为“镇寺三千斤”。此外还有淡静居、蝴蝶谷和生态乐园等60余处景点。

## 地质与生态资源
五指石属福建省武夷山山脉伸向广东境内的余脉，地质构造属发育于白垩纪中晚期的湖泊碎屑沉积岩层，以褐色或棕红色砂砾岩以及粉砂岩为主，其次为砂页岩，是红层盆地的中心，其红层为水平层理，是由于垂直节理发育、长期强烈的流水侵蚀和重力崩塌作用下所形成的典型丹霞地貌。
景区原始森林内有大量野生动植物资源，包括高等植物70科，200多属，共计1000多种以及野生动物30多种
。